# 莱奥·廷德曼斯
莱昂纳德·克莱门斯·“莱奥”·廷德曼斯（荷蘭語：Leonard Clemence "Leo" Tindemans，荷蘭語發音：[ˈleˑ(ɪ̯)oˑ ˈtɪndəmɑns] ⓘ，1922年4月14日—2014年12月26日），是一名比利时政治家。他担任比利时第43任首相。
他出生于比利时兹韦恩德雷赫特，2014年12月26日，于比利时埃德海姆去世，享年92岁。